# Takara Tomy
Takara Tomy (株式会社タカラトミー, Kabushikigaisha takaratomī) és una empresa joguetera japonesa, sorgida de la fusió de les empreses rivals Tomy i Takara l'any 2005.
La companyia posseïx les marques de cotxets en miniatura Tomica, de trenets Plarail, de nines Licca i de trompes Beyblade.
També té activitat en el mercat immobiliari mitjançant una filial.

## Cronologia
El maig del 2005, poc després de l'anunci de la fusió imminent de Namco i Bandai, el periòdic financer Nihon Keizai Shimbun desvelà que Takara i Tomy, —llavors la segona i tercera joguetera més grans dels Japons, respectivament— es trobaven també en negociacions per a considerar la fusió: un mes abans, Konami havia venut a Index Corporation el 22% d'accions de Takara que posseïa; el valor de la hipotètica fusió es calculà en 160 bilions de iens i unes vendes de 189,7 bilions, per la qual cosa es convertiria en la quarta empresa de jocs.
La fusió es confirmà el 13 de maig, prevista per al primer de març de l'any següent: Tomy en seria l'entitat successora, amb el seu president (Kantaro Tomiyama) en el mateix càrrec i el de Takara (Keita Sato) com a vicepresident: el valor de les accions de Tomy se situà en 0,178 per cada participació de Takara, amb Index com a accioniste majoritari; les vendes conjuntes en 2003 de Takara (107,2 bilions) i Tomy (82,5) només eren superades pels 435,7 bilions de Bandai Namco.
Després de la fusió obriren un nou centre logístic a Ichikawa amb un 150% més d'espai que l'anterior i dos quilòmetres i mig de cintes transportadores, gràcies al qual poden tramitar mil cinc centes comandes al dia.
Del 2012 ençà, Takara Tomy registrà pèrdues, i alhora esdevingué objectiu d'adquisició per part d'altres jogueteres com Hasbro.
El 24 de febrer del 2017 anuncià una oferta pública de cinc milions d'accions i una privada de set-centes cinquanta mil participacions:
les accions eixiren al mercat amb un preu de 1,084.36 iens, amb l'expectativa de guanyar-ne 6,23 bilions per a produir continguts audiovisuals (cinema i televisió), desenrotllar programari i adquirir equipament nou.